# タイ・ハーディン
タイ・ハーディン（Ty Hardin, 本名：Orison Whipple Hungerford Jr.、1930年1月1日 - 2017年8月3日）は、アメリカ合衆国の俳優。身長188センチ。
ニューヨーク出身、テキサス州で育つ。
俳優としての特徴
1958年からテレビの西部劇ドラマ『ブロンコ』にブロンコ・レーン役で主演し、人気を得る。放送当時はブロンコの早撃ちが話題となり、フィルム24コマを順送りにゆっくり回しながら、拳銃ホルダーから抜いて発射まで一体0.何秒で撃っているかということがクイズとして出題されたこともあった。その後は映画を中心に出演、ハリウッドのみならずヨーロッパの映画にも出演した。1964年のマカロニ・ウェスタン『荒野の用心棒』の主人公ジョー役のオファーを受けたが、断っている。
キャリアの後半から実業家としても活動し、晩年は伝道活動の傍ら、細々ながらも出演をこなした。2017年8月3日、87歳で死去。
イタリア映画への出稼ぎ稼業
数多くのハリウッド俳優がイタリアへ渡った様に、1960年代の中頃からハーディンもマカロニ・ウエスタンに主演する様になり、アクション俳優が彼の本領だった。その後、スペインを拠点に居住し、1970年代の中頃までイタリア映画を始めスペインやユーゴ、西ドイツの映画にも出演した。『呪われた谷の男』（1964年/未ソフト化）と言う低予算のマカロニ・ウエスタンが最初の一本で、当時セルジオ・レオーネ監督の『荒野の用心棒』（1964年）にも出演依頼があったが、断っている。
1960年代当時は人件費の安価なスペインでハリウッド映画が幾本も製作されていた。戦争大作『バルジ大作戦』（1965年）や晩年のロバート・テイラーが主演したサミュエル・ブロンストン製作のアルゼンチンを舞台にした疑似西部劇『サヴェージ・パンパス』（1965年/未ソフト化）にも脇役で起用された。また、『バルジ大作戦』に出演した俳優の多くが後にマカロニ・ウエスタンに関わることになり、ヘンリー・フォンダ、ロバート・ライアン、チャールズ・ブロンソン、テリー・サヴァラス、ロバート・ウッズ等が続き、ドイツ俳優のカール・オットー・アルベルティまでもが出演した。他にも、ロバート・シオドマク監督のハリウッド西部劇『カスター将軍』（1967年）にも脇役出演しており、矢張り本作に出演していた俳優もマカロニ・ウエスタンに縁のある者が少なくない。
イタリア時代の主演作としては、セルジオ・コルブッチ監督のギリシャで撮影されたスパイ物『太陽の暗殺者』（1967年）やアフリカを舞台にした疑似西部劇『キング・オブ・アフリカ』（1968年）と言った疑似米国映画が日本でも劇場公開された。また、日本では劇場未公開のマカロニ・ウエスタンにも数本出演しており、主役から悪役まで演じた。尚、マリオ・ガリアッツォやセルジオ・ガローネ等の職人監督の作品に起用され、リチャード・ハリスンやクレイグ・ヒル、ゴードン・ミッチェル、ロッサノ・ブラッツィ、ジョージ・サンダース、ピア・アンジェリ、ジョージ・イーストマン等のスターとも共演した。
イタリア時代の異色作と言えば、ローマのチネチッタ・スタジオで撮影されたハリウッド西部劇『最後の反逆』（1970年/未ソフト化）である。南北戦争直後が背景であり、元アメフト選手だったジョー・ネーマスが主演で、ハーディンは彼を追い詰める曲者の保安官役だった。
晩年の活動
帰米してからはテレビ映画に出演していた。森林火災を題材にしたテレビ映画『大火災』（1976年）にも出演し、日本では劇場公開された。また、アーネスト・ボーグナインやヴェラ・マイルズ、ネヴィル・ブランド等の映画スターが共演していた。
1989年には主にカリフォルニアで低予算のアクション映画を量産したアクション・インターナショナル・ピクチャーズ（1950年代から60年代に掛けて隆盛を誇ったアメリカン・インターナショナル・ピクチャーズに対して80年代のAIPとも呼ばれる）制作で、女優でもあるキンバリー・ケーシーが監督した『ボーン・トゥ・キル』（未/ビデオ）に出演する。クレジットはトップだったが、実質上の主役は当時の若手で、看板俳優を担ったテッド・プライアーだった。また、同社の『デッドリー・プレイ/地獄のプラトーン（テレビ放送別題：デッドリー・プレイ/地獄の標的）』（1987年/未/ビデオ/テレビ放送）ではベテラン俳優のキャメロン・ミッチェルがトップ・クレジットで、特別出演的なトロイ・ドナヒューが続いた。因みに、当時の低予算映画では実績ある俳優が脇役であっても、トップにクレジットされることは珍しくなかった。

## 主な出演作品

### 映画
| 公開年 | 邦題 原題                                         | 役名                           | 備考              |
| ------ | ------------------------------------------------- | ------------------------------ | ----------------- |
| 1958   | 宇宙船の襲来 I Married a Monster from Outer Space | マック・ブロディ               | Ty Hungerford名義 |
| 1958   | 大海賊 The Buccaneer                              | 兵士                           | クレジットなし    |
| 1959   | ガンヒルの決斗 Last Train From Gun Hill           | カウボーイ                     | クレジットなし    |
| 1961   | 陽動作戦 Merrill's Marauders                      | リー・ストックトン中尉         |                   |
| 1962   | チャップマン報告 The Chapman Report               | エド・クラスキ                 |                   |
| 1963   | 魚雷艇109 PT 109                                  | レナード・J・トム少尉          |                   |
| 1963   | パームスプリングの週末 Palm Springs Weekend       | ダグ“ストレッチ”・フォーチュン |                   |
| 1965   | バルジ大作戦 Battle of the Bulge                  | シューマッハ少佐               |                   |
| 1967   | 太陽の暗殺者 Bersaglio mobile                     | ジェイソン                     |                   |
| 1967   | カスター将軍 Custer of the West                   | マーカス・リノ少佐             |                   |
| 1967   | 姿なき殺人 Berserk                                | フランク・ホーキンス           |                   |
| 1968   | ファイヤーバード/地獄への招待券 Ragan             | リー・レーガン                 |                   |
| 1968   | キング・オブ・アフリカ Caccia ai violenti         | キング・エドワーズ             |                   |
| 1972   | お熱い夜をあなたに Avanti!                        | ヘリコプターパイロット         | クレジットなし    |
| 1977   | 大火災 Fire!                                      | ウォルト・フレミング           | テレビ映画        |
| 1985   | 暴走ライブギャング The Zoo Gang                   | ディーン・ハスケル             |                   |
| 1988   | 新・赤い河 Red River                              | コットン                       | テレビ映画        |
| 1990   | BAD JIM Bad Jim                                   | Tom Jefferd                    |                   |
| 1992   | わたしを救けて/レスキュー・ミー! Rescue Me        | ギルバート保安官               |                   |

### テレビドラマ
| 公開年    | 邦題 原題                    | 役名                 | 備考               |
| --------- | ---------------------------- | -------------------- | ------------------ |
| 1958-1962 | ブロンコ Bronco              | ブロンコ・レーン     | 主演、68エピソード |
| 1959-1961 | アリゾナ・トム Sugarfoot     | ブロンコ・レーン     | 2エピソード        |
| 1960      | マーベリック Maverick        | ブロンコ・レーン     | 1エピソード        |
| 1961      | シャイアン Cheyenne          | ブロンコ・レーン     | 1エピソード        |
| 1961      | サンセット77 77 Sunset Strip |                      | 1エピソード        |
| 1969      | 海の冒険者 Riptide           | モス・アンドリュース | 26エピソード       |